# The Princess Diaries
The Princess Diaries è una saga letteraria scritta da Meg Cabot.

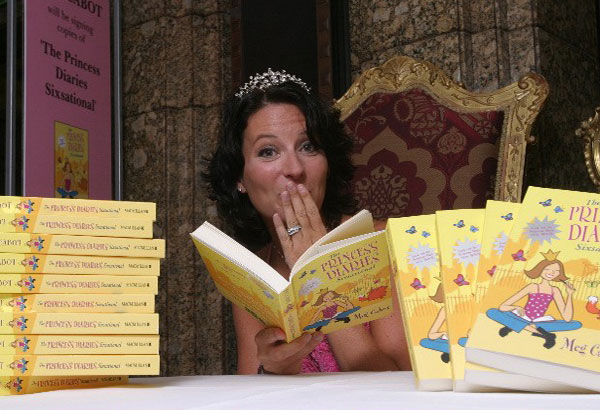
L'autrice Meg Cabot nell'ottobre 2004

Il primo libro della serie The Princess Diaries è stato pubblicato nell'ottobre 2000; è stata per 38 settimane nella lista dei best seller della letteratura per bambini del New York Times ed è stata pubblicata in più di 40 Paesi. Il 14 aprile 2006 la serie è risultata alla posizione numero 4 della lista dei best seller del New York Times. La serie termina con il decimo libro, quando Mia compie 18 anni.

La regina Clarisse e la principessa Amelia, con alle loro spalle bandiere e stemma del principato

Il 6 gennaio 2009, un libro simile all'ultimo volume, intitolato Ransom My Heart, fu pubblicato con il nome Princess of Genovia, Mia Thermopolis da Avon Books.
Rispettivamente nel 2001 e nel 2004, la serie è stata portata sul grande schermo dalla Walt Disney Pictures nei film Pretty Princess (The Princess Diaries) e Principe azzurro cercasi (The Princess Diaries 2: Royal Engagement) con Anne Hathaway nel ruolo di Mia e Julie Andrews in quello di sua nonna.

## Libri
- The Princess Diaries (The Princess Diaries, Volume I, ottobre 2000), Fabbri Editori, 2007, pp. 287, ISBN 978-88-451-3878-2 è il diario di Mia Thermopolis, una ragazza quattordicenne che frequenta la Albert Einstein High School, un collegio privato di New York. Mia è stata allevata dalla madre artista Helen a Greenwich Village, Manhattan. I suoi genitori ebbero una storia e si separarono prima della sua nascita; Mia vede suo padre, Philippe Renaldo, un importante uomo politico di Genovia, per lo più quando passa l'estate nello chateau francese della grandmère (nonna) Clarisse. Il mondo di Mia viene sconvolto quando suo padre, al quale è stato recentemente diagnosticato un cancro al testicolo, la informa di non poter avere dei figli. Questo fatto lo costringe a rivelare a Mia di non essere un semplice politico di Genovia, bensì il principe di Genovia. Poiché Mia è la sua unica figlia, e il cancro gli ha proibito di avere altri eredi, Philippe le comunica che lei ora è Amelia Mignonette Grimaldi Thermopolis Renaldi, Sua Altezza Reale, la principessa del principato di Genovia. Mia non accetta facilmente questa notizia e ha da obiettare quando suo padre le fa sapere che ora lei si dovrà trasferire a Genovia per imparare a comportarsi come una principessa. Alla fine, Grandmère decide di trasferirsi lei negli USA per dare "lezioni di principessa" alla nipote. Mia accetta ma solo a condizione che il padre doni cento dollari al giorno a Greenpeace. Inoltre, Mia è segretamente innamorata del fratello della sua migliore amica Lily, Michael, che si trova all'ultimo anno e pensa a Mia solo come la migliore amica della sua sorellina.
- The Princess Diaries: Una corona per Mia (The Princess Diaries, Volume II: Princess in the Spotlight, (giugno 2001), Fabbri Editori, 2007, pp. 256, ISBN 978-88-451-3879-9 A un mese di distanza da quando il padre ha rivelato a Mia di essere il principe di Genovia, la ragazza si trova a doversi preoccupare del matrimonio della madre, che aspetta un bambino dal professore di algebra, Mr. Gianini. Come se non bastasse Grandmère ha deciso di organizzare lei il matrimonio della madre della futura principessa di Genovia ma Mia sa che lei non accetterà di sposarsi con una cerimonia sfarzosa. Nel frattempo Mia riceve strane mail da un suo ammiratore segreto. Pensa sia il fratello della sua migliore amica Lilly Moscowitz, Michael, per il quale ha un certo interesse da molto tempo. Con la complicità del principe di Genovia, la madre di Mia e Mr. Gianini riusciranno ad evitare le sontuose nozze e Mia potrà quindi recarsi all'appuntamento con Michael, Lilly e gli altri amici, al Rocky Horror Picture Show, la sera di Halloween. Qui Mia scoprirà che il suo ammiratore segreto non è Michael, ma il suo compagno di laboratorio, ed accetterà di uscire con lui, sebbene non ne sia per nulla convinta.
- The Princess Diaries, Volume III: Princess in Love (marzo 2002)
- The Princess Diaries, Volume IV: Princess in Waiting (aprile 2003)
  - The Princess Diaries, Volume IV and 1/2: Project Princess (agosto 2003)
- The Princess Diaries, Volume V: Princess in Pink (marzo 2004)
- The Princess Diaries, Volume VI: Princess in Training (marzo 2005)
  - The Princess Diaries, Volume VI and 1/2: The Princess Present (ottobre 2004)
- The Princess Diaries, Volume VII: Party Princess (marzo 2006)
  - The Princess Diaries, Volume VII and 1/2: Sweet Sixteen Princess (maggio 2006)
  - The Princess Diaries, Volume VII and 3/4: Valentine Princess (dicembre 2006)
- The Princess Diaries, Volume VIII: Princess on the Brink (gennaio 2007)
- The Princess Diaries, Volume IX: Princess Mia (gennaio 2008)
- The Princess Diaries, Volume X: Forever Princess (gennaio 2009)

## Genovia
Il regno di Genovia (nel film), conosciuto anche come principato di Genovia (nei libri), è uno Stato fittizio in cui si svolgono molte delle vicende della saga letteraria The Princess Diaries. Il regno è visibile solamente nel sequel del film, Principe azzurro cercasi; la nazione è riconoscibile dall'aereo dove si trova la protagonista.
Il libro ed il film narrano la storia della principessa Mia Thermopolis, che è la futura e sconosciuta erede al trono della nazione, in qualità di unica figlia del principe ereditario. Nel testo il padre di Mia non è fertile a causa di un cancro ai testicoli ed alla chemioterapia. Nel film invece, il padre è appena deceduto. L'artista americana ed ex fidanzata del principe è la mamma di Mia. Nel periodo in cui la storia si svolge, la madre del principe, principessa vedova Clarisse Marie Grimaldi Renaldo (Renaldi nei film), è semplicemente un personaggio che ricorda l'inglese regina madre Elisabetta, mentre il figlio Philippe governa (anche se nei film, la regina Clarissa Renaldi svolge il ruolo di reggente fintanto che Mia non avrà l'età giusta per diventare regina).

### Geografia
Genovia è una piccola nazione situata tra la Francia e l'Italia (nei film è situata tra Francia e Spagna, il che la rende più vicina ad Andorra), presso Mentone nelle Alpes-Maritimes. Nella serie di libri si afferma che è approssimativamente lunga un miglio e la popolazione è di circa 50 000 abitanti. Ha bellissime spiagge, ed è l'unico posto lungo tutto il Mediterraneo in cui vi sia sabbia bianca (secondo Clarissa). È caldo tutto l'anno, ma le sue spiagge sono utilizzate solo nelle stagioni estive. Dal primo film si intuisce che Genovia è membro dell'Unione europea: la sua moneta, però, è il Genoves (LKM) ed emette propri francobolli.

### Ruoli nei romanzi
Nei libri Edouard Christoph Philippe Gérard Renaldo (conosciuto come Philippe) è il principe regnante, e sua figlia Amelia gli successe al trono. Genovia è un principato, anche se nei film viene considerato come un regno.

### Segni nazionali

#### Bandiera
La bandiera di Genovia è un tricolore costituito da tre bande verticali, composte nell'ordine da verde pastello, bianco, e blu acciaio, con lo stemma nazionale nella fascia centrale.

#### Inno nazionale
L'Inno di Genovia recita:

### Motto
The whole body works.

### Economia
Nei romanzi Genovia è molto conosciuta in tutta Europa per le sue olive, di cui è il primo esportatore, oltre al suo olio. Anche se in realtà i maggiori introiti provengono dal turismo, grazie al suo clima temperato e i suoi casinò. Nei due film, Genovia è invece celebre per le sue pere che commercia largamente all'estero. Infatti sono famosi i pop-corn alle pere genoviane, che possiamo ritrovare nel secondo film, Principe azzurro cercasi, nella scena in cui Mia, assieme alla sua migliore amica, Lilly, "sceglie" il suo futuro marito.

### Nome
Il nome Genovia è basato sul nome della città italiana di Genova. Probabilmente perché i Grimaldi possiedono una storia strettamente connessa con la repubblica di Genova ed il principato di Monaco, su cui si impernia la trama dell'opera cinematografica. Nei libri la lingua ufficiale è il francese.

### Religione
Genovia è uno Stato cristiano cattolico. Durante il Concilio Vaticano II il primate genoviano è riuscito a ottenere una deroga sulla costituzione liturgica, che sancisce che la nazione rimanga di rito romano extra-ordinario.

### Cerimoniale
Fondata nel 1872 dalla regina Lena prima sovrana di Genovia. Ogni anno, precisamente il 29 aprile si festeggia la fondazione con un grande ballo a corte in costume.Il cerimoniale genoviano è retto dal barone onorario di Pyrus, che assume il titolo di cerimoniere della Casa reale. Questi ha il compito di sovraintendere a tutte le cerimonie a cui partecipa il sovrano. Per le cene di gala Genovia impone per gli uomini il frac, mentre per le donne l'abito scuro.

## Illustrazioni
Sono stati illustrati da Chelsey McLaren:
- Princess Lessons (marzo 2003)
- Perfect Princess (marzo 2004)
- Holiday Princess (novembre 2005)